# سقرجوقک
سقرجوقک (تفرش)، روستایی از توابع شهرستان فراهان در استان مرکزی ایران است.

## جمعیت
این روستا در شهرستان فراهان قرار دارد و براساس سرشماری مرکز آمار ایران در سال ۱۳۸۵، جمعیت آن ۹۱ نفر (۲۵خانوار) بوده‌است.